# Krapinsko-zagorska županija
46°06′29″N 15°58′16″E / 46.108°N 15.971°E
Krapinsko-zagorska županija se nalazi u sjeverozapadnom dijelu Republike Hrvatske i pripada prostoru središnje Hrvatske.

## Administrativna podjela
Krapinsko-zagorska županija je podijeljena na 7 gradova i 25 općina.
- Gradovi:
  - Donja Stubica
  - Klanjec
  - Krapina (sjedište županije)
  - Oroslavje
  - Pregrada
  - Zabok
  - Zlatar.

- Općine:
  - Bedekovčina
  - Budinščina
  - Desinić
  - Đurmanec
  - Gornja Stubica
  - Hrašćina
  - Hum na Sutli
  - Jesenje
  - Konjščina
  - Kraljevec na Sutli
  - Krapinske Toplice
  - Kumrovec
  - Lobor
  - Mače
  - Marija Bistrica
  - Mihovljan
  - Novi Golubovec
  - Petrovsko
  - Radoboj
  - Stubičke Toplice
  - Sveti Križ Začretje
  - Tuhelj
  - Veliko Trgovišće
  - Zagorska Sela
  - Zlatar Bistrica.

## Stanovništvo
Prema popisu stanovništva 2021. godine na području Krapinsko-zagorske županije živjelo je 120.702 stanovnika.
| broj stanovnika | 100804 | 113711 | 125394 | 139547 | 152047 | 168404 | 163594 | 175227 | 181586 | 178938 | 168952 | 161247 | 153567 | 148779 | 142432 | 132892 | 120702 |
|                 | 1857.  | 1869.  | 1880.  | 1890.  | 1900.  | 1910.  | 1921.  | 1931.  | 1948.  | 1953.  | 1961.  | 1971.  | 1981.  | 1991.  | 2001.  | 2011.  | 2021.  |

## Županijska uprava
Županijska skupština ima 45 članova. Dužnost župana obnaša Željko Kolar.

## Zemljopis
Zasebna je geografska cjelina koja se pruža od vrhova Macelja i Ivančice na sjeveru do Medvednice na jugoistoku. Zapadna granica, ujedno i državna s Republikom Slovenijom, je rijeka Sutla, a istočna granica je vododjelnica porječja Krapine i Lonje. Ovako razgraničen prostor županije podudara se s prirodnom regijom Donje Zagorje.
Županija Krapinsko-zagorska graniči:
- na sjeveru s Republikom Slovenijom i Varaždinskom županijom
- na zapadu s Republikom Slovenijom
- na jugu s gradom Zagrebom i Zagrebačkom županijom
- na istoku sa Zagrebačkom i Varaždinskom županijom.

Površinom je jedna od manjih županija (1224,22 km²), ali je gustoćom stanovnika od 116 st./km² iznad hrvatskog prosjeka (78 st./km²) te je, uz Međimursku i Varaždinsku županiju, najgušće naseljeno područje zemlje.
Kroz županiju prolazi autocesta A2 Zagreb – Macelj, dio europske ceste E59 koja povezuje Hrvatsku sa zemljama srednje Europe.

### Klimatska obilježja
Na području Krapininsko-zagorske županije vlada kontinentalno-humidni tip klime koji karakteriziraju umjereno topla ljeta i dosta kišovite i hladne zime.
- Temperatura zraka

Najveće temperature koje prelaze 30 °C zabilježene su u lipnju, srpnju i kolovozu. Minimalne godišnje temperature niže od 10 °C zabilježene su u siječnju (–20,5 °C), veljači (–22 °C), ožujku (–15,5 °C) i prosincu (–17,2 °C). Samo tri mjeseca (lipanj, srpanj i kolovoz) nemaju negativnih temperatura. Ledenih dana u godini ima pretežno u mjesecu siječnju, veljači i prosincu.
- Padaline

Krapinsko-zagorska županija je područje kontinentalnog oborinskog režima s čestim i obilnim kišama u svibnju, lipnju i srpnju tj. u toku vegetacijskog perioda. Drugi oborinski maksimum je u studenom dok je najmanje oborina u mjesecu veljači i ožujku.
- Magla

Magla se pojavljuje tijekom cijele godine i u ljetnoj sezoni u jutarnjim i večernjim razdobljima dana, u zimskom razdoblju tijekom cijelog dana. Najveći broj dana s maglom imaju rujan, listopad, studeni i prosinac. Godišnje je ukupno 56 dana s maglom (15,3 % godine sa smanjenom vidljivošću).
- Vjetar

U Zagorju se strujanje vjetrova modificira pod utjecajem reljefa. Najučestaliji su zapadni vjetrovi s 45% trajanjem tijekom godine. Na drugom mjestu su istočni vjetrovi s 29 % trajanja, dok je vremensko razdoblje bez vjetra oko 6 % godišnjeg vremena. Maksimalne jačine vjetra kreću se od 6–9 Bofora, a najjači vjetrovi javljaju se od kasne jeseni do početka proljeća.
| Donja StubicaKlanjecKrapinaOroslavjePregradaZabokZlatarBedekovčinaBudinščinaDesinićĐurmanecGornja StubicaHrašćinaHum na SutliJesenjeKonjščinaKraljevec na SutliKrapinske TopliceKumrovecLoborMačeMarija BistricaMihovljanNovi GolubovecPetrovskoRadobojStubičke TopliceSveti Križ ZačretjeTuheljVeliko TrgovišćeZagorska SelaZlatar Bistricaclass=notpageimage\| Razmještaj gradskih () i općinskih središta () na zemljovidu Krapinsko-zagorske županije |

## Gospodarstvo
Razvijena prerađivačka industrija.

## Kultura
- Tjedan kajkavske kulture Krapina
- Glumački festival u Krapini - GFUK
- Ljeto u Krapini
- Mali Kaj Krapina
- Zagorska krijesnica Krapina
- Svečanosti kajkavske popevke Krapina
- Tjedan kulture, zabave i športa Sv. Križ Začretje
- Branje grojzdja Pregrada
- Tabor film festival - International short film festival - www.taborfilmfestival.com  Arhivirana inačica izvorne stranice od 12. listopada 2020. (Wayback Machine)- Desinić i Zabok
- Dani Ksavera Šandora Gjalskog
- Dani Franje Horvata Kiša u Loboru, odabir najboljeg hrvatskog putopisa
- Dani kajkavske riječi u Zlataru
- Keglevićeva straža Kostel

## Vanjske poveznice
- Službena stranica županije
- http://www.zagorje.hr/
- Regionalni tjednik - informativni portal